# Bernard Teissier

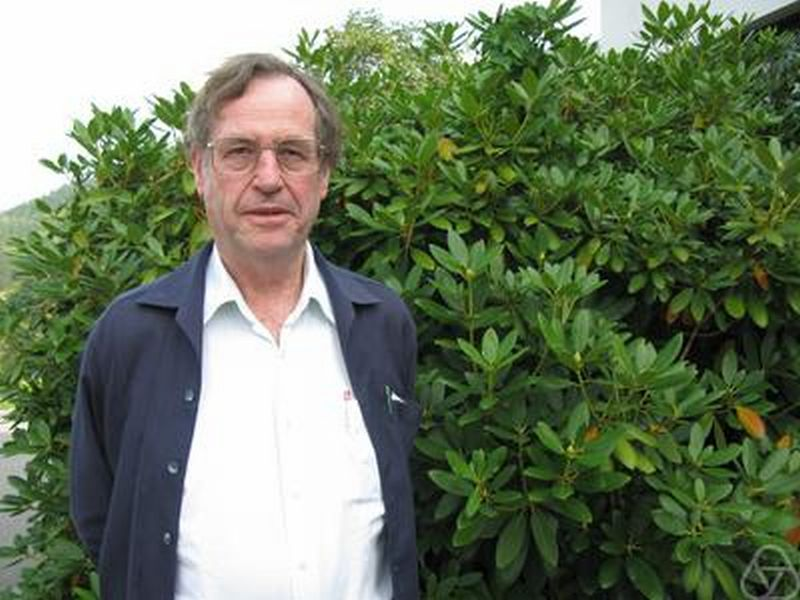
Bernard Teissier, Oberwolfach 2009

Bernard Teissier (* 1945) ist ein französischer Mathematiker, der sich vor allem mit kommutativer Algebra und algebraischer Geometrie beschäftigt.
Teissier promovierte 1973 an der Universität Paris VII (Denis-Diderot) bei Heisuke Hironaka. Er lehrte an verschiedenen Pariser Universitäten, unter anderem der École normale supérieure. Heute ist er Professor am Institut Mathematique de Jussieu der Universität Paris Denis-Diderot und Forschungsdirektor des CNRS.
Er befasste sich mit Singularitätentheorie, konvexen Körpern, torischer Geometrie, kommutativer Algebra und Bewertungstheorie. Er war Mitglied des Autorenkollektivs Nicolas Bourbaki.
1983 war er Gastredner auf dem Internationalen Mathematikerkongress in Warschau (Sur la classification des singularites des espaces analytiques complexes). Er ist Fellow der American Mathematical Society.
Zu seinen Doktoranden zählen Herwig Hauser und François Loeser.

## Schriften
- Cycles evanescents, sections planes et condition de Whitney, Asterisque Nr. 7–8, 1973, Singularites a Cargese
- Multiplicites polaires, sections planes et condition de Whitney, Lecture notes in Mathematics, Bd. 961, 1983, S. 314–491
- Résolution simultanée, in Lecture notes in Mathematics, Bd. 777, Springer 1980 (Demazure, Teissier, Pinkham Seminaire sur les singularites des surfaces)
- Valuations, deformations and toric geometry, in Valuation theory and its applications Bd. 2, American Mathematical Society 2003, S. 361–459
- Monomial ideals, binomial ideals, polynomial ideals, in Avramov u. a.: Trends in commutative algebra, MSRI Publications 2005 Online